# Gadirtha poliochroa
Gadirtha poliochroa är en fjärilsart som beskrevs av George Francis Hampson 1912. Gadirtha poliochroa ingår i släktet Gadirtha och familjen trågspinnare. Inga underarter finns listade i Catalogue of Life.